# Callipepla shotwelli
Callipepla shotwelli — викопний вид куроподібних птахів родини токрових (Odontophoridae). Птах мешкав у пліоцені у Північній Америці. Скам'янілі рештки виду знайдені поблизу водосховища МакКей на заході США в окрузі Уматілла у штаті Орегон.